# Alain Mimoun
Alain Mimoun (El Telagh, Algèria francesa, 1921 - Saint-Mandé, França, 27 de juny de 2013) fou un atleta francès, especialista en proves de fons i maratons.

## Biografia
Va néixer l'1 de gener de 1921 a la ciutat d'El Telagh, població situada en aquells moments en l'Algèria francesa i que avui dia forma part d'Algèria.

## Carrera esportiva
Com a conseqüència de la Segona Guerra Mundial inicià la pràctica esportiva molt tard. Va participar, als 27 anys, en els Jocs Olímpics d'Estiu de 1948 celebrats a Londres (Regne Unit), on va aconseguir guanyar la medalla de plata en la prova dels 10.000 metres, quedant per darrere del txecoslovac Emil Zátopek. En aquells mateixos Jocs participà en la prova dels 5.000 metres, quedant eliminat a la primera ronda.
En els Jocs Olímpics d'Estiu de 1952 realitzats a Hèlsinki (Finlàndia) aconseguí guanyar dues medalles de plata: una en la prova dels 10.000 metres i l'altre en els 5.000 metres, en ambdues carreres finalitzant darrere Emil Zátopek.
En els Jocs Olímpics d'Estiu de 1956 realitzats a Melbourne (Austràlia) aconseguí guanyar la medalla d'or en la prova masculina de marató, finalitzant així mateix dotzè en els 10.000 metres.
Als 39 anys participà en els Jocs Olímpics d'Estiu de 1960 realitzats a Roma (Itàlia), on finalitzà trenta-quatrè en la prova de marató.
Al llarg de la seva carrera ha guanyat quatre medalles d'or en els Jocs del Mediterrani i dues medalles de plata en el Campionat d'Europa d'atletisme.